# Dirka po Romandiji
Dirka po Romandiji (francosko Tour de Romandie) je mednarodna etapna velika enotedenska dirka (z 5 etapami in prologom) po Romandiji (francoskem delu Švice), pod okriljem UCI zveze in v sklopu serije UCI World Tour. Najuspešnejši kolesar v zgodovini dirke je Stephen Roche s tremi zmagami, prvo slovensko zmago je leta 2010 osvojil Simon Špilak, v letih 2018 in 2019 je zmagal Primož Roglič.
Dirka se tradicionalno pričenja z uvodnim kronometrom v Ženevi, konča pa prav tako s kronometrom v hribovitem svetu Lausanne. Slednja dirka na čas se navadno začne na stadionu severno od Lausanne, od koder se spusti proti jugozahodu k Ženevskemu jezeru, nakar sledi vzpon nazaj k stadionu. Sama trasa celotne dirke po navadi poteka v hribovitem svetu Jure in Alp zahodne Švice.

## Zmagovalci
| Leto | Zmagovalec                                          | Drugouvrščeni                                       | Tretjeuvrščeni                                      |
| ---- | --------------------------------------------------- | --------------------------------------------------- | --------------------------------------------------- |
| 1947 | Désiré Keteleer                                     | Gino Bartali                                        | Ferdi Kübler                                        |
| 1948 | Ferdi Kübler                                        | Jean Goldschmit                                     | Mathias Clemens                                     |
| 1949 | Gino Bartali                                        | Ferdi Kübler                                        | Settimio Simonini                                   |
| 1950 | Edouard Fachleitner                                 | Hugo Koblet                                         | Kléber Piot                                         |
| 1951 | Ferdi Kübler                                        | Hugo Koblet                                         | Fritz Schär                                         |
| 1952 | Wout Wagtmans                                       | Hugo Koblet                                         | Raymond Impanis                                     |
| 1953 | Hugo Koblet                                         | Pasquale Fornara                                    | Louison Bobet                                       |
| 1954 | Jean Forestier                                      | Pasquale Fornara                                    | Carlo Clerici                                       |
| 1955 | René Strehler                                       | Hugo Koblet                                         | Max Schellenberg                                    |
| 1956 | Pasquale Fornara                                    | Carlo Clerici                                       | René Strehler                                       |
| 1957 | Jean Forestier                                      | Guido Carlesi                                       | Hugo Koblet                                         |
| 1958 | Gilbert Bauvin                                      | Pino Cerami                                         | Giovanni Pettinati                                  |
| 1959 | Kurt Gimmi                                          | Rolf Graf                                           | Alfred Rüegg                                        |
| 1960 | Louis Rostollan                                     | Édouard Delberghe                                   | Joseph Hoevenaers                                   |
| 1961 | Louis Rostollan                                     | Giuseppe Fezzardi                                   | Imerio Massignan                                    |
| 1962 | Guido De Rosso                                      | Franco Cribiori                                     | Joseph Novales                                      |
| 1963 | Willy Bocklant                                      | Federico Bahamontes                                 | Guido De Rosso                                      |
| 1964 | Rolf Maurer                                         | Hubertus Zilverberg                                 | Gastone Nencini                                     |
| 1965 | Vittorio Adorni                                     | Rolf Maurer                                         | Robert Hagmann                                      |
| 1966 | Gianni Motta                                        | Raymond Delisle                                     | Rolf Maurer                                         |
| 1967 | Vittorio Adorni                                     | Louis Pfenninger                                    | Armand Desmet                                       |
| 1968 | Eddy Merckx                                         | Raymond Delisle                                     | Robert Hagmann                                      |
| 1969 | Felice Gimondi                                      | Vittorio Adorni                                     | Antoine Houbrechts                                  |
| 1970 | Gösta Pettersson                                    | Davide Boifava                                      | Joop Zoetemelk                                      |
| 1971 | Gianni Motta                                        | Antonio Salutini                                    | Willy Van Neste                                     |
| 1972 | Bernard Thévenet                                    | Lucien Van Impe                                     | Raymond Delisle                                     |
| 1973 | Wilfried David                                      | Lucien Van Impe                                     | Michel Pollentier                                   |
| 1974 | Joop Zoetemelk                                      | Wladimiro Panizza                                   | Fedor den Hertog                                    |
| 1975 | Francisco Galdós                                    | Josef Fuchs                                         | Knut Knudsen                                        |
| 1976 | Johan De Muynck                                     | Roger De Vlaeminck                                  | Eddy Merckx                                         |
| 1977 | Gianbattista Baronchelli                            | Joop Zoetemelk                                      | Knut Knudsen                                        |
| 1978 | Johan van der Velde                                 | Hennie Kuiper                                       | Johan De Muynck                                     |
| 1979 | Giuseppe Saronni                                    | Gianbattista Baronchelli                            | Henk Lubberding                                     |
| 1980 | Bernard Hinault                                     | Silvano Contini                                     | Giuseppe Saronni                                    |
| 1981 | Tommy Prim                                          | Giuseppe Saronni                                    | Peter Winnen                                        |
| 1982 | Jostein Wilmann                                     | Tommy Prim                                          | Silvano Contini                                     |
| 1983 | Stephen Roche                                       | Phil Anderson                                       | Tommy Prim                                          |
| 1984 | Stephen Roche                                       | Jean-Marie Grezet                                   | Niki Rüttimann                                      |
| 1985 | Jörg Müller                                         | Acácio da Silva                                     | Tommy Prim                                          |
| 1986 | Claude Criquielion                                  | Jean-François Bernard                               | Bruno Cornillet                                     |
| 1987 | Stephen Roche                                       | Jean-Claude Leclercq                                | Ronan Pensec                                        |
| 1988 | Gerard Veldscholten                                 | Tony Rominger                                       | Urs Zimmermann                                      |
| 1989 | Phil Anderson                                       | Gilles Delion                                       | Robert Millar                                       |
| 1990 | Charly Mottet                                       | Robert Millar                                       | Luc Roosen                                          |
| 1991 | Tony Rominger                                       | Robert Millar                                       | Mike Carter                                         |
| 1992 | Andrew Hampsten                                     | Miguel Indurain                                     | Charly Mottet                                       |
| 1993 | Pascal Richard                                      | Claudio Chiappucci                                  | Andrew Hampsten                                     |
| 1994 | Pascal Richard                                      | Armand de Las Cuevas                                | Andrew Hampsten                                     |
| 1995 | Tony Rominger                                       | Pëtr Ugrumov                                        | Francesco Casagrande                                |
| 1996 | Abraham Olano                                       | Oleksandr Gončenkov                                 | Giuseppe Guerini                                    |
| 1997 | Pavel Tonkov                                        | Chris Boardman                                      | Beat Zberg                                          |
| 1998 | Laurent Dufaux                                      | Alex Zülle                                          | Francesco Casagrande                                |
| 1999 | Laurent Jalabert                                    | Beat Zberg                                          | Wladimir Belli                                      |
| 2000 | Paolo Savoldelli                                    | Joseba Beloki                                       | Laurent Dufaux                                      |
| 2001 | Dario Frigo                                         | Félix García Casas                                  | Wladimir Belli                                      |
| 2002 | Dario Frigo                                         | Alex Zülle                                          | Cadel Evans                                         |
| 2003 | Tyler Hamilton                                      | Laurent Dufaux                                      | Francisco Pérez                                     |
| 2004 | Tyler Hamilton                                      | Fabian Jeker                                        | Leonardo Piepoli                                    |
| 2005 | Santiago Botero                                     | Damiano Cunego                                      | Denis Menčov                                        |
| 2006 | Cadel Evans                                         | Alberto Contador                                    | Alejandro Valverde                                  |
| 2007 | Thomas Dekker                                       | Paolo Savoldelli                                    | Andrej Kašečkin                                     |
| 2008 | Andreas Klöden                                      | Roman Kreuziger                                     | Marco Pinotti                                       |
| 2009 | Roman Kreuziger                                     | Vladimir Karpec                                     | Rein Taaramäe                                       |
| 2010 | Simon Špilak                                        | Denis Menčov                                        | Michael Rogers                                      |
| 2011 | Cadel Evans                                         | Tony Martin                                         | Aleksander Vinokurov                                |
| 2012 | Bradley Wiggins                                     | Andrew Talansky                                     | Rui Costa                                           |
| 2013 | Chris Froome                                        | Simon Špilak                                        | Rui Costa                                           |
| 2014 | Chris Froome                                        | Simon Špilak                                        | Rui Costa                                           |
| 2015 | Ilnur Zakarin                                       | Simon Špilak                                        | Chris Froome                                        |
| 2016 | Nairo Quintana                                      | Thibaut Pinot                                       | Jon Izagirre                                        |
| 2017 | Richie Porte                                        | Simon Yates                                         | Primož Roglič                                       |
| 2018 | Primož Roglič                                       | Egan Bernal                                         | Richie Porte                                        |
| 2019 | Primož Roglič                                       | Rui Costa                                           | Geraint Thomas                                      |
| 2020 | odpoved zaradi Pandemije koronavirusne bolezni 2019 | odpoved zaradi Pandemije koronavirusne bolezni 2019 | odpoved zaradi Pandemije koronavirusne bolezni 2019 |
| 2021 | Geraint Thomas                                      | Richie Porte                                        | Fausto Masnada                                      |
| 2022 | Aleksander Vlasov                                   | Gino Mäder                                          | Simon Geschke                                       |
| 2023 | Adam Yates                                          | Matteo Jorgenson                                    | Damiano Caruso                                      |
| 2024 | Carlos Rodríguez                                    | Aleksander Vlasov                                   | Florian Lipowitz                                    |
| 2025 | João Almeida                                        | Lenny Martinez                                      | Jay Vine                                            |